# 井上陽水トリビュート
『井上陽水トリビュート』（いのうえようすいトリビュート）は、井上陽水2作目のトリビュート・アルバム。2019年11月27日ユニバーサルミュージック/ZEN MUSICから発売。規格品番：UPCH-2198。

## 概要
井上陽水のデビュー50周年を記念して作られた。
2004年の『YOSUI TRIBUTE』に続く、15年ぶり2作目のトリビュート・アルバム。

## 収録曲
全作詞・作曲：井上陽水（特記以外）
1. Make-up Shadow／ヨルシカ（作曲：彩目映　編曲：n-buna）
  - 1993年フジテレビ系列ドラマ『素晴らしきかな人生』主題歌。
2006年トヨタ・ブレイドCMソング曲。
  - 33rdシングル。1993年7月21日リリース。
2. 夢の中へ／槇原敬之（編曲：槇原敬之）
  - 3rdシングル。1973年3月1日リリース
3. 飾りじゃないのよ涙は／King Gnu（編曲：King Gnu）
  - 中森明菜へ提供後、1984年12月21日リリースアルバム『9.5カラット』でセルフカバーし、45thシングルとして2002年10月23日リリース。
4. ワインレッドの心／椎名林檎（作曲：玉置浩二　編曲：椎名林檎）
  - 安全地帯へ提供後、1984年12月21日リリースアルバム『9.5カラット』でセルフカバー。
5. 少年時代／宇多田ヒカル（作曲：井上陽水・平井夏美　編曲：坂東祐大）
  - 29thシングル。1990年9月21日リリース。
6. 女神／ウルフルズ（編曲：ウルフルズ）
  - 49thシングル『夢の中へ（リマスター版）』カップリング曲。2017年2月15日リリース。
NHK『ブラタモリ』オープニング曲。
7. クレイジーラブ／田島貴男（編曲：田島貴男）
  - 15thシングル。1980年11月21日リリース。山口百恵へ提供後、セルフカバー。
8. リバーサイドホテル／福山雅治（編曲:福山雅治、井上鑑）
  - 18thシングル。1982年7月5日リリース。
9. Pi Po Pa （Reiwa mix）／細野晴臣（Remix：細野晴臣）
  - アルバム『ハンサムボーイ』収録。1990年10月21日リリース。
10. 東へ西へ／iri（編曲: Yaffle）
  - アルバム『陽水II センチメンタル』収録。1972年12月10日リリース。
11. Just Fit／SIX LOUNGE（編曲：SIX LOUNGE）
  - 沢田研二へ提供後、1986年8月27日リリース『クラムチャウダー』でセルフカバー。
12. カナリア／斉藤和義（編曲：斉藤和義）
  - アルバム『LION & PELICAN』収録。1982年12月5日リリース。
13. ダンスはうまく踊れない／オルケスタ・デ・ラ・ルス（編曲：相川等）
  - 石川セリへ提供（高樹澪カバー）後、1984年12月21日リリースアルバム『9.5カラット』でセルフカバー。
14. 傘がない／ACIDMAN（編曲：大木伸夫）
  - 2ndシングル。1972年7月1日リリース。
15. 最後のニュース／KREVA（編曲：KREVA）
  - 28thシングル。1989年12月21日リリース。